# Benoît Assou-Ekotto
Benoît Pierre David Assou-Ekotto (Arras, Francia, 24 de marzo de 1984) es un exfutbolista profesional camerunés que jugaba de defensa.

## Trayectoria
Assou-Ekotto debutó con el R. C. Lens en la temporada 2005-06 antes de ser fichado por el Tottenham Hotspur en el verano de 2006 por unos honorarios sin revelar (se cree que fue de alrededor de 3.5 millones de libras). Su primer partido en Ligue 1 fue contra el PSG el 28 de marzo de 2004, el Lens ganó 1-0. Durante sus 66 partidos en Ligue 1 no consiguió anotar.
Descrito por el antiguo director deportivo del Tottenham, Damien Comolli, como una de las perspectivas más brillantes en el fútbol francés, Assou-Ekotto llegó al Tottenham para proporcionar la competencia en la posición de defensa izquierda.
Después de un pobre rendimiento y después de tener una lesión de rodilla en diciembre de 2006, pareció haber perdido su puesto en el primer equipo en favor de su precursor Lee Young-Pyo. Habiendo recuperado su salud en la temporada de 2008-09, él se convierte en la primera opción del club de North-London en la defensa izquierda delante de Gareth Bale, debido a su buen rendimiento bajo el nuevo entrenador Harry Redknapp.

## Selección nacional
Assou-Ekotto hizo su debut con la selección de fútbol de Camerún contra Guinea en un partido amistoso el 11 de febrero de 2009. También jugó los 90 minutos en el partido de Camerún contra Togo de la clasificación para la Copa Mundial el 28 de marzo de 2009, y posteriormente representaría a su país en la Copa Mundial de Fútbol de 2010 en Sudáfrica.
El 12 de mayo de 2014 el entrenador de la selección de Camerún, el alemán Volker Finke, lo convocó en la lista provisional de jugadores para la Copa Mundial de Fútbol de 2014. Finalmente fue incluido en la nómina definitiva de 23 jugadores el 2 de junio.

### Participaciones en Copas del Mundo
| Mundial                        | Sede      | Resultado    |
| ------------------------------ | --------- | ------------ |
| Copa Mundial de Fútbol de 2010 | Sudáfrica | Primera fase |
| Copa Mundial de Fútbol de 2014 | Brasil    | Primera fase |

## Clubes
| Club                               | País       | Año       |
| ---------------------------------- | ---------- | --------- |
| R. C. Lens                         | Francia    | 2003-2006 |
| Tottenham Hotspur F. C.            | Inglaterra | 2006-2015 |
| Queens Park Rangers F. C. (cedido) | Inglaterra | 2013-2014 |
| A. S. Saint-Étienne                | Francia    | 2015-2016 |
| F. C. Metz                         | Francia    | 2016-2018 |

## Palmarés

### Campeonatos internacionales
| Título                    | Club       | País    | Año  |
| ------------------------- | ---------- | ------- | ---- |
| Copa Intertoto de la UEFA | R. C. Lens | Francia | 2005 |

## Vida personal
Es el hermano menor del también futbolista profesional Mathieu Assou-Ekotto.